# Северен Огдън
Северен Огдън (на английски: North Ogden) е град в окръг Уебър, щата Юта, САЩ. Северен Огдън е с население от 15 026 жители (2000) и обща площ от 16,8 km². Намира се на 1372 m надморска височина. ЗИП кодът му е 84404, 84414, а телефонният му код е 801.